# Grand Théâtre de La Havane
 (novembre 2013).
Si vous disposez d'ouvrages ou d'articles de référence ou si vous connaissez des sites web de qualité traitant du thème abordé ici, merci de compléter l'article en donnant les références utiles à sa vérifiabilité et en les liant à la section « Notes et références ».
Le Grand Théâtre de La Havane (en espagnol : Gran Teatro de La Habana) est un célèbre Théâtre / Opéra de style néobaroque de la vieille ville de La Havane à Cuba.

## Historique
Il est officiellement inauguré le 15 avril 1838. Il est le siège du Ballet national de Cuba et du Festival international de ballet de La Havane.
Il dispose de plusieurs salles de théâtres, de concerts, de conférences, ainsi que de plusieurs salles de répétitions.

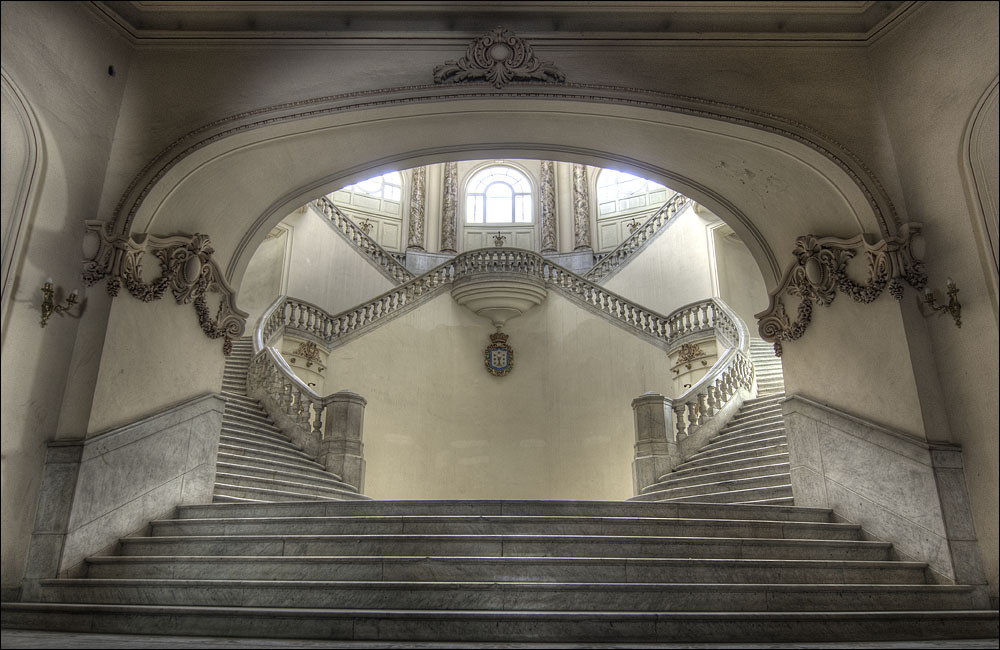
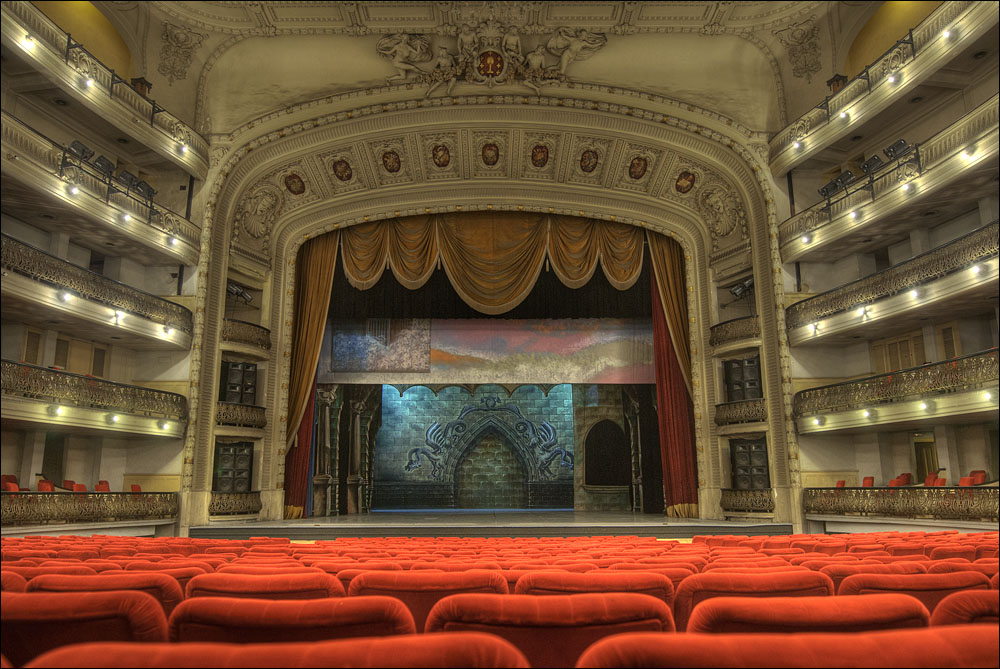
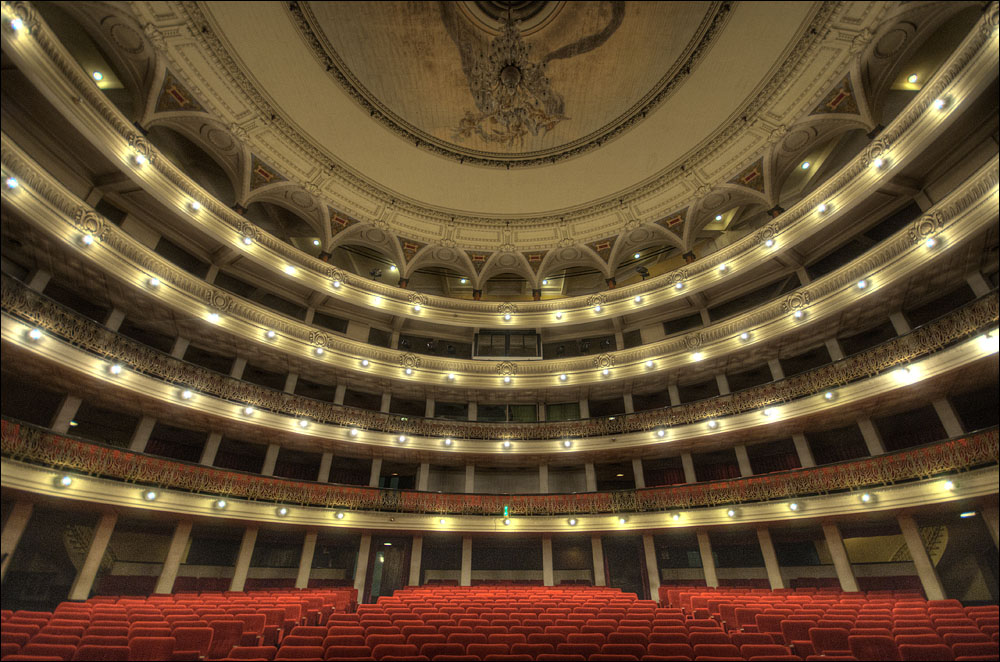

Le bâtiment a été rénové entre 1908 à 1914 dans un style néobaroque à l'image de l'architecture de La Havane. Le théâtre est orné de statues de marbre et de pierre du sculpteur Giuseppe Moretti qui symbolisent la bienveillance, l'éducation, la musique et le théâtre.
C'est en 1985 que le bâtiment est rebaptisé du nom de Grand Théâtre de La Havane à l'initiative de la célèbre danseuse étoile cubaine Alicia Alonso.